# Atherix alagezica
Atherix alagezica är en tvåvingeart som beskrevs av Paramonov 1926. Atherix alagezica ingår i släktet Atherix och familjen bäckflugor. Inga underarter finns listade i Catalogue of Life.